# Barbara Ronchi
Barbara Ronchi (Roma, 22 giugno 1982) è un'attrice italiana.
Per le sue interpretazioni si è aggiudicata due Nastri d’argento, tre Ciak d'oro ed è stata candidata tre volte ai David di Donatello, vincendo per una volta il premio, per il film Settembre di Giulia Steigerwalt.
Nel 2023 viene inserita nella classifica delle 100 donne italiane di successo secondo Forbes Italia.

## Biografia
Nata e cresciuta a Roma, dopo la laurea triennale in scienze storiche ed archeologiche presso l'Università degli Studi di Roma "La Sapienza", decide di sostenere l'esame per l'Accademia nazionale d'arte drammatica, dove si diploma nel 2009.
A partire dallo stesso anno comincia a lavorare a teatro con Valerio Binasco, Carlo Cecchi e Fausto Paravidino.
Il suo esordio al cinema avviene nel 2013 con il film Miele. Nel 2016 viene scelta da Marco Bellocchio per il film Fai bei sogni, basato sul romanzo autobiografico omonimo di Massimo Gramellini e presentato come film d'apertura al Festival di Cannes 2016 alla sezione Quinzaine des Réalisateurs. Per quest'ultimo vince il premio “Alida Valli” come miglior attrice non protagonista. Successivamente prende parte al cast del film Gli sdraiati (2017), adattamento dell'omonimo libro di Michele Serra.
Fra le sue esperienze cinematografiche,  Domani è un altro giorno (2019) di Simone Spada e Sole (2019) di Carlo Sironi. Nello stesso anno entra a far parte del cast della serie di successo Imma Tataranni con la regia di Francesco Amato.
Nel 2020 è la protagonista femminile di Padrenostro di Claudio Noce, in concorso alla 77ª Mostra internazionale d'arte cinematografica di Venezia, e del film Cosa sarà con la regia di Francesco Bruni mentre nel  2021 è la protagonista femminile di Mondocane diretto da Alessandro Celli e presentato nella sezione Settimana della Critica alla 78ª Mostra internazionale d'arte cinematografica di Venezia.
Nel 2022 è protagonista dell'esordio alla regia di Tommaso Paradiso Sulle nuvole e di quello di Giulia Steigerwalt Settembre, grazie al quale ottiene il suo primo David di Donatello, nella categoria miglior attrice protagonista.
Nel 2023 prende parte al film Rapito di Marco Bellocchio in concorso al Festival di Cannes, dove interpreta Marianna Padovani Mortara, madre di Edgardo Mortara, donna disperata e colma di rabbia che cercherà di lottare in tutti i modi per conservare la propria dignità: per questo ruolo riceverà il Nastro d'argento 2023 alla miglior attrice protagonista e la sua seconda candidatura ai David di Donatello. Prende parte inoltre al cast del film Era ora, con la regia di Alessandro Aronadio e attore protagonista Edoardo Leo. 
Nel 2024 viene diretta da Sole Tognazzi, accanto a Margherita Buy, in Dieci minuti.
A settembre dello stesso anno torna a Venezia per la 81ª Mostra internazionale d'arte cinematografica di Venezia con Diva Futura di Giulia Steigerwalt, Familia di Francesco Costabile,  e con il corto Se posso permettermi - Capitolo II di Marco Bellocchio.

## Filmografia

Barbara Ronchi nel film Diva Futura (2024)

### Cinema
- La città invisibile, regia di Giuseppe Tandoi (2010)
- Miele, regia di Valeria Golino (2013)
- Fai bei sogni, regia di Marco Bellocchio (2016)
- Gli sdraiati, regia di Francesca Archibugi (2017)
- Tito e gli alieni, regia di Paola Randi (2018)
- Non sono un assassino, regia di Andrea Zaccariello (2019)
- Domani è un altro giorno, regia di Simone Spada (2019)
- Sole, regia di Carlo Sironi (2019)
- Tornare, regia di Cristina Comencini (2019)
- Padrenostro, regia di Claudio Noce (2020)
- Cosa sarà, regia di Francesco Bruni (2020)
- Mondocane, regia di Alessandro Celli (2021)
- Io sono Babbo Natale, regia di Edoardo Falcone (2021)
- Il Boemo, regia di Petr Václav (2022)
- Sulle nuvole, regia di Tommaso Paradiso (2022)
- Settembre, regia di Giulia Louise Steigerwalt (2022)
- Era ora, regia di Alessandro Aronadio (2022)
- Rapito, regia di Marco Bellocchio (2023)
- Santocielo, regia di Francesco Amato (2023)
- Dieci minuti, regia di  Maria Sole Tognazzi (2024)
- Io e il Secco, regia di Gianluca Santoni (2024)
- Non riattaccare, regia di  Manfredi Lucibello (2024)
- Familia, regia di  Francesco Costabile (2024)
- Il treno dei bambini, regia di Cristina Comencini (2024)
- Diva Futura, regia di Giulia Louise Steigerwalt (2025)
- Nonostante, regia di Valerio Mastandrea (2025)
- Elisa, regia di Leonardo Di Costanzo (2025)

### Televisione
- La ladra – serie TV (2010)
- La Certosa di Parma, regia di Cinzia TH Torrini – miniserie TV (2012)
- I Borgia – serie TV, episodio 2x04 (2013)
- Grand Hotel , regia di Luca Ribuoli – miniserie TV (2015)
- In Arte Nino, regia di Luca Manfredi – film TV (2017)
- Maltese - Il romanzo del Commissario, regia di Gianluca Maria Tavarelli – miniserie TV (2017)
- La linea verticale – serie TV (2018)
- Romanzo famigliare – serie TV, 6 episodi (2018)
- Imma Tataranni - Sostituto procuratore – serie TV, 19 episodi (2019-in corso)
- Luna nera – serie TV, 5 episodi (2020)
- Vostro onore, regia di Alessandro Casale – miniserie TV (2022)
- Fuochi d'artificio – serie TV (2025)

### Cortometraggi
- Vicini, regia di Federica Biondi (2017)
- La Lotta, regia di Marco Bellocchio (2018)
- Black Out, regia di Sara Cardillo (2018)
- La neve coprirà tutte le cose, regia di Daniele Babbo (2022)
- Se posso permettermi - Capitolo II, regia di Marco Bellocchio (2024)

## Teatro
- Rumors di Neil Simon, regia di Valentino Villa (2006)
- La parte di Amleto di Eduardo De Filippo, regia di Enoch Marrella (2007)
- H.P.T., da Harold Pinter, regia di Valentino Villa (2007)
- Waterproof di Dorothy Parker, regia di Valentino Villa (2008)
- L'amore di Fedra di Sarah Kane, regia di Valentina Rosati (2008)
- I sette a Tebe di Eschilo, regia di Paolo Giuranna (2008)
- Monologhi, regia di Anna Marchesini (2008)
- I blues di Tennessee Williams, regia di Valentina Rosati (2008)
- La lunga permanenza interrotta di Tennessee Williams, regia di Valentina Rosati (2008)
- Whale Music di Anthony Minghella, regia di Massimiliano Farau (2008)
- Grand Hotel Schnitzler, regia di Valentina Rosati (2009)
- Fari nella nebbia, testo e regia di Vincenzo Manna (2009)
- Fantasia arlechina, regia di M. Monetta (2009)
- Sogno di una notte di mezza estate di William Shakespeare, regia di Carlo Cecchi (2009)
- Tartufo di Molière, regia di Carlo Cecchi (2009)
- Amleto di William Shakespeare, regia di Valentina Rosati (2010)
- Psicosi delle 4.48 di Sarah Kane, regia di Valentina Rosati (2010)
- Far away di Caryl Churchill, regia di Andrea Baracco (2010)
- Tre episodi, regia di Livia Castiglioni (2011)
- La dodicesima notte di William Shakespeare, regia di Valentina Rosati (2012)
- Franco Quinto. Commedia di una banca di Friedrich Dürrenmatt, regia di Lorenzo Loris (2012)
- Prodotto di Mark Ravenhill, regia di Carlo Cecchi (2012)
- La guerra di Kurukshetra di Francesco Niccolini, regia di Giorgio Barberio Corsetti (2013)
- Il mercante di Venezia di William Shakespeare, regia di Valerio Binasco (2013)
- La dodicesima notte di William Shakespeare, regia di Carlo Cecchi (2014)
- Dall'alto di una fredda torre di Filippo Gili, regia di Francesco Frangipane (2015)
- Prima di andar via di Filippo Gili, regia di Francesco Frangipane (2015)
- Cans di Stuart Slade, regia di Filippo Gili (2015)
- Antigone di Sofocle, regia di Filippo Gili (2015)
- Il macello di Giobbe, testo e regia di Fausto Paravidino (2016)
- Tempesta in Paradiso di Claire MacDonald, regia di Pete Brooks (2017)
- Giusto la fine del mondo di Jean-Luc Lagarce, regia di Francesco Frangipane (2020, 2022)

## Riconoscimenti
- David di Donatello
  - 2023 – Migliore attrice protagonista per Settembre
  - 2024 – Candidatura alla migliore attrice protagonista per Rapito
  - 2025 – Candidatura alla migliore attrice protagonista per Familia

- Nastro d'argento
  - 2022 – Candidatura alla migliore attrice di commedia per Settembre
  - 2023 – Migliore attrice protagonista per Rapito[5]
  - 2025 – Candidatura alla migliore attrice di commedia per Diva Futura
  - 2025 - Premio Nino Manfredi 2025

- Ciak d'oro
  - 2023 – Ciak d'oro Cult - Colpo di Fulmine per Rapito
  - 2024 – Miglior personaggio femminile dell'anno
  - 2025 – Ciak d’oro al Taormina Film Festival

- Bari International Film Festival
  - 2016 – Miglior attrice non protagonista per Fai bei sogni
  - 2023 – Premio "Anna Magnani" alla miglior attrice protagonista per Settembre
  - 2023 – Premio "Anna Magnani" alla miglior attrice protagonista per Era ora

- Bellaria Film Festival
  - 2024 – Premio Casa Rossa alla migliore attrice protagonista per Io e il Secco

- Festival del cinema di Venezia
  - 2022 – Premio Primo Amore alla miglior attrice protagonista per Settembre
  - 2022 – Premio Kinéo alla miglior attrice protagonista per Settembre
  - 2024 – Premio SNGCI al cast di Familia
  - 2024 – Premio Filming Italy Creativity Award alla migliore attrice protagonista per Rapito

- Ortigia Festival
  - 2022 – Miglior attrice protagonista per Settembre

- Torino Film Festival
  - 2023 – Menzione speciale per l'interpretazione in Non riattaccare

### Altri riconoscimenti
- 2017 – Premio Alida Valli alla migliore attrice non protagonista per Fai bei sogni
- 2019 – Premio Controluce Toni Bertorelli
- 2022 – Premio Bimbi Belli alla migliore attrice protagonista per Settembre
- 2024 – Premio Afrodite
- 2024 – Premio Lucia al Lecco Film Festival
- 2025 – Premio Maximo alla migliore attrice film TV per Il treno dei bambini
- 2025 - Premio Interprete del Presente
- 2025 - Premio Cinearti chioma di Berenice alla miglior attrice per Familia